# HD63079
HD63079 — хімічно пекулярна зоря спектрального класу B9, що має видиму зоряну величину в смузі V приблизно  6,9.
Вона  розташована на відстані близько 618,9 світлових років від Сонця.

## Пекулярний хімічний склад
Зоряна атмосфера HD63079 має підвищений вміст 
Si
.